# Dasybasis parva
Dasybasis parva är en tvåvingeart som först beskrevs av Taylor 1913.  Dasybasis parva ingår i släktet Dasybasis och familjen bromsar. Inga underarter finns listade i Catalogue of Life.